# Diocesis de Barranquilla - ICAB
La Diócesis de Barranquilla - ICAB (en portugués: Diocese de Barranquilla) es una circunscripción eclesiástica de la Iglesia Católica Apostólica Brasileña en Colombia, y Sede Primada de Colombia.
La jurisdicción de la diócesis comprende la totalidad de la Región Caribe Colombiana, está conformada por 2 parroquias y 3 misiones parroquiales, distribuidas en el distrito de Barranquilla, el municipio de Soledad,  el distrito de Cartagena de Indias y el municipio de Turbaco.

## Historia
La creación de la diócesis es el culmen de un proceso que inició en el año 2005, cuando fue creada una Iglesia Nacional para Colombia, por el entonces Patriarca de las Iglesias Católicas Apostólicas Nacionales, Dom Luis Fernando Castillo Mendez.
Posteriormente la Iglesia Nacional en Colombia rompe la comunión con la ICAB, y es cuando un grupo de clérigos de ésta Iglesia, deciden retomar la relación con la Iglesia madre, para lo cual entran en contacto directo con las máximas autoridades de la Iglesia en Brasil. Los Jerarcas de la ICAB visitan Colombia en octubre de 2018 y reintegran a los clérigos a la comunión plena.
La diócesis fue erigida el 10 de julio de 2019 por el Sagrado Concilio de la ICAB y su primer Administrador Diocesano es el R.P. Anderson Said Arzuaga Padilla según la Resolución Conciliar No.5, que dice así:

El Sagrado Concilio Nacional reunido los días 9 al 11 de julio de 2019, resuelve:

Art. 1°. Queda creada la Diócesis de Barranquilla, Costa Atlántica...
Art. 2°. Queda nombrado el Administrador Diocesano el Reverendisimo Padre Anderson Said Arzuaga Padilla.

El 14 de enero de 2022, es consagrado en Brasilia - Brasil, el Primer Obispo de la diócesis, Monseñor Anderson Said Arzuaga Padilla, el cual toma posesión de la diócesis el 23 de enero de 2022.

## Epicopologio
- Anderson Said Arzuaga Padilla, (14 de enero de 2022)

## Territorio y División Pastoral
La diócesis está compuesta por el territorio de los 8 departamentos de la región Caribe Colombiana, La sede de la diócesis es la ciudad de Barranquilla.la cuarta ciudad en importancia en Colombia y la primera de la región.

### División pastoral
Para efectos de su organización interna y la provisión de los servicios pastorales a los fieles, la diócesis está dividida en 2 arciprestazgos:

#### Arciprestazgo San Roque
1. Parroquia Jesucristo Sumo y Eterno Sacerdote. Barranquilla
2. Parroquia Jesús Milagroso. Soledad - Atlántico
3. Misión San Carlos de Brasil. Barranquilla

#### Arciprestazgo San Pedro Claver
1. Misión Nuestra Señora del Carmen. Cartagena de Indias
2. Misión San Francisco de Asís. Turbaco - Bolívar